# Église Saint-Germain de Saint-Germain-de-Coulamer
Pour les articles homonymes, voir Église Saint-Germain.
L'église Saint-Germain est une église catholique située à Saint-Germain-de-Coulamer, dans le département français de la Mayenne.

## Localisation
L'église est située dans le bourg de Saint-Germain-de-Coulamer, au croisement des routes départementales 222 et 238.

## Histoire
L'église actuelle a été reconstruite par Pierre-Aimé Renous, sous l'impulsion de Jules Grasser, curé de la paroisse.
L'inventaire se déroule le 9 mars 1906, après que dix-huit gendarmes sont parvenus à fracturer deux portes pour laisser entrer l'agent.

## Architecture et extérieurs
L'église est de style roman.
Sous le porche se trouve une épitaphe de Jehan Marmion, curé de la paroisse pendant près de cinquante ans. Datant de 1527, elle fait 1 mètre de hauteur et 65 centimètres de largeur. Elle est gravée en lettres gothiques et entourée d'une guirlande de feuillages. À l'origine placée dans l'ancienne église, elle avait été encastrée dans le mur du jardin du presbytère pour être scellée sous le porche de l'église actuelle, pour éviter d'être détériorée. Non loin se trouve également une plaque d'ardoise gravée à la mémoire de Madeleine de Vassé, épouse de René de Courtavel, datant de 1689.

## Intérieur
L'église abrite à l'entrée du chœur un reliquaire de saint Sébastien, composé de deux parties : la première est constituée d'un coffret en bois dont le contenu est visible. À l'intérieur de ce coffret est placée la seconde partie, constituée d'un avant-bras et d'une main en vermeil, dont le pouce est en cristal et contenait l'ancienne relique. Attachée au poignet de cet avant-bras, une autre relique apportée de Rome par M. Wicart, vicaire général, en 1870. L'église abrite également une relique de saint Germain.